# 吸血鬼獵人林肯
《吸血鬼獵人林肯》（英語：Abraham Lincoln, Vampire Hunter）是賽斯·葛雷恩·史密斯所寫的第二本小說，於2010年3月2日出版。

## 故事簡介
生活平凡的賽斯接受了神秘人亨利的委託，在美國第十六任總統林肯的秘密日記整理結集成書，日記自林肯孩童時開始。林肯青少年時，父親告訴他母親因為吸血鬼而死，林肯自此發誓要成為吸血鬼獵人，殺掉美國境內所有吸血鬼。林肯成年後離開家庭，一邊工作，一邊追捕吸血鬼。在一次追捕過程中，林肯認識了吸血鬼亨利，每天亨利會將壞吸血鬼的地址告訴林肯，讓林肯前往殺掉。後來，林肯成為了律師，又成為了議員，開始了解黑奴的問題。亨利更進一步解釋指黑奴制度其實是吸血鬼勞役人類的計劃。於是林肯積極成為總統並推行廢奴法案。美國爆發南北戰爭，北方聯邦最終獲勝，林肯卻遇刺身亡，在臨終前，亨利最後問林肯是否願變成吸血鬼，這樣便可以繼續改革永遠統治美國。林肯拒絕，安詳離世。

## 改編電影
二十世紀福斯製作改編電影，於2012年6月22日上映。電影由提默·貝克曼比托夫執導，添·布頓任監製，由班傑明·沃克擔任男主角飾演亞伯拉罕·林肯。

## 續集
小說續集是《The Last American Vampire》，於2015年1月13日出版。